# Amelia Opie
Amelia Opie, nata Alderson (Norwich, 12 novembre 1769 – Norwich, 2 dicembre 1853), è stata una scrittrice britannica, moglie del pittore John Opie e figlia del fisico James Alderson. Fu amica di Sir Walter Scott, Richard Brinsley Sheridan e Madame de Staël.

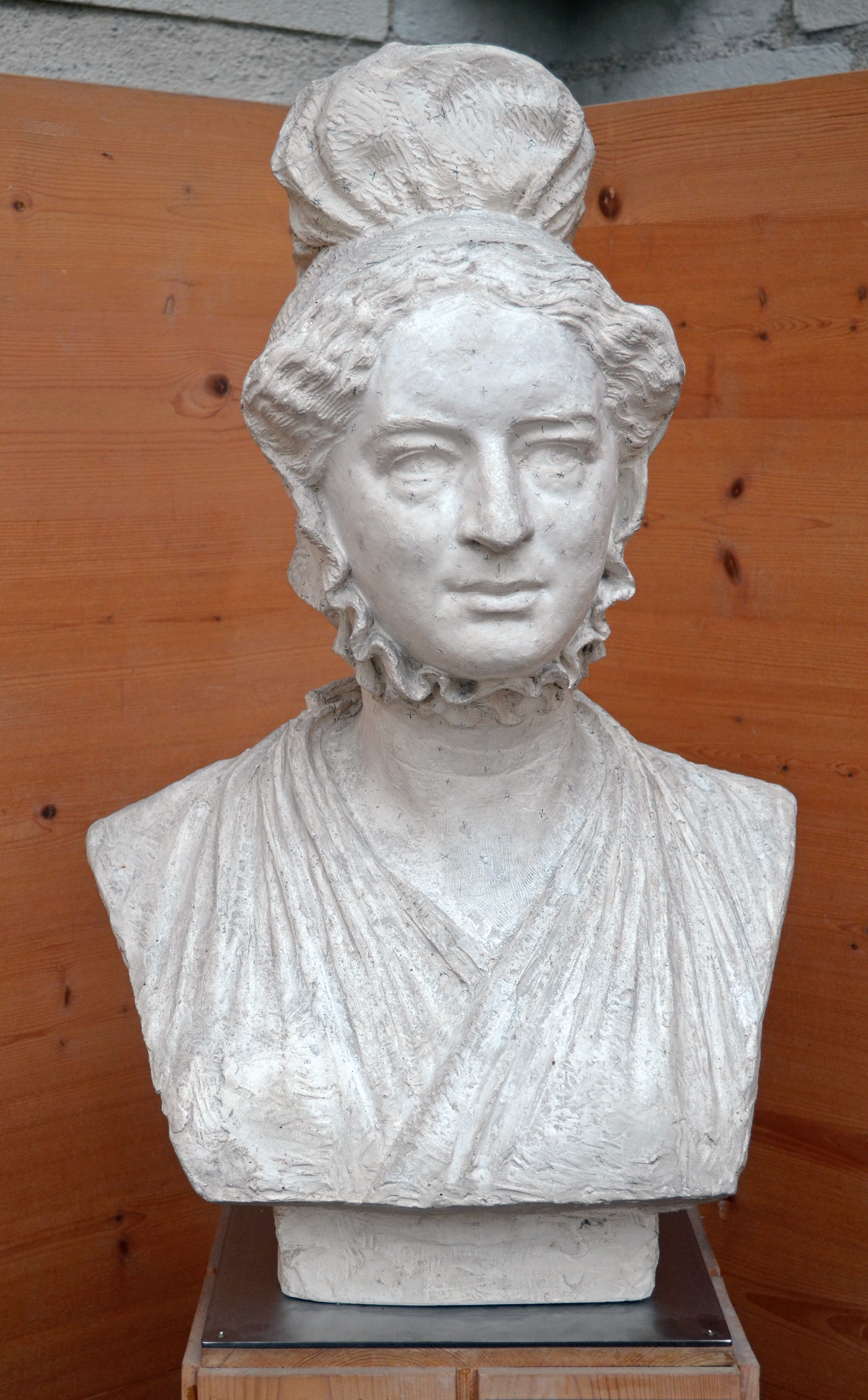
Amelia Opie, David d'Angers (1836).

Fu autrice di molti volumi di poesie e di romanzi, il più noto dei quali è Adeline Mowbray (1804) che rientrava nel periodo felice del melodramma inglese.
Tra le altre opere si ricordano:
- Simple Tales nel 1806
- Temper nel 1812
- Tales of Real Life nel 1813
- Valentine's Eve nel 1816
- Tales of the Heart nel 1818
- Madeline nel 1822

Nel 1825, sotto l'influenza di Joseph John Gurney, prese parte alla Society of Friends (Società degli Amici), e nel 1840 partecipò alla World Anti-Slavery Convention, un'assemblea per l'abolizione della schiavitù che si riunì per la prima volta all'Exeter Hall di Londra, dal 12 al 23 giugno 1840. Fu organizzata dalla British and Foreign Anti-Slavery Society, in gran parte su iniziativa del quacchero inglese Joseph Sturge. L'esclusione delle donne dalla convenzione diede un grande impulso al movimento per il suffragio femminile negli Stati Uniti.
Dopo un piccolo volume intitolato Detraction Displayed e alle collaborazioni ad alcuni periodici, non scrisse più nulla, trascorrendo il resto della vita in quella che era la sua più grande passione: i viaggi.